# Dover Port
Dover Port (engelska: Dover Ferry Terminal, Dover Harbour) är en hamn i Storbritannien.   Den ligger i grevskapet Kent och riksdelen England, i den sydöstra delen av landet, 110 km öster om huvudstaden London.